# Aeroportul Flabob
Aeroportul Flabob (IATA: RIR, ICAO: KRIR, FAA LID: RIR) este un aeroport din California, Statele Unite ale Americii ce deservește zona Riverside.
Situat la o altitudine de 233 m, aeroportul dispune de 1 pistă.

## Infrastructură

### Piste
Aeroportul dispune de o singură pistă. Pista 6/24 are suprafața de asfalt și dimensiunile 3.190 picioare × 50 picioare. 